# Bitva u Petrovaradína
Bitva u Petrovaradína (5. srpen 1716) představovala první velkou bitvu mezi Habsburky a Osmanskou říší v 18. století. Princ Evžen Savojský v ní překvapil a rozprášil podstatně silnější armádu velkovezíra Damada Aliho, čímž odrazil ofenzívu tureckých vojsk proti významné pevnosti Petrovaradín a zároveň si uvolnil ruce k dobytí Temešváru a vyhnání tureckých jednotek z Temšského Banátu.

## Přípravy
Válka, která vypukla mezi Osmanskou říší a rakouskými Habsburky v roce 1716, byla chtěná z obou stran. Habsburkové do ní vstupovali jako ochránci Benátské republiky a jejich cílem bylo vytlačit Turky z Balkánu a Peloponésu. Turci vytáhli do boje s cílem pomstít se za urážku, které se jim dostalo v podobě habsburského ultimata nařizujícího vrátit Benátkám území dobytá v posledních letech, přičemž v rámci odplaty hodlali získat zpět území ztracená po drtivých porážkách u Vídně a Zenty.

## Bitva
Prvním cílem Turků bylo město Petrovaradín, které představovalo klíčovou pevnost a zásobárnu Habsburských vojsk na Dunaji. Damad Ali přitáhl k Petrovaradínu 2. srpna a rozvinul se na jihovýchod od města. Obsadil návrší nad městem a opevnil se. Jeho křídla se přitom opírala o Dunaj. Pokud by ho chtěl Evžen, jehož vojsko se nacházelo na druhém břehu řeky, napadnout, musel by se posunout s armádou podél řeky, přejít ji a pak postupovat úzkým údolím proti silným obranným pozicím podstatně silnějšího nepřítele. Pokud by ho ovšem Turci nepřepadli už při přechodu řeky.
Evžen se však rozhodl pro riskantní variantu, která se zcela příčila soudobým konvencím: v noci na 5. srpna v skrytu překročil rozvodněný Dunaj přímo pod tureckými hlavními pozicemi a časně ráno zaútočil na překvapeného nepřítele. Turci se ovšem nedali lacino a v jednu chvíli to vypadalo, že by jejich protiútok ve středu a proti Evženovu pravému křídlu mohl bitvu zvrátit, nakonec ale podpora dělostřelectva z pevnosti Petrovaradín, k níž pěchota ustoupila, a včasný protiútok těžké kavalérie, kterou si princ prozíravě ponechal v záloze, situaci vyřešily. Evženovo levé křídlo zatím rychle postupovalo dopředu. Byly dobyty turecké baterie a jejich nová obsluha zahájila palbu na týl a centrum nepřátelské sestavy. Turecká armáda se dala na útěk, mnohým se ale nezdařil, protože přes její rozbité pravé křídlo se do týlu prchajících dostala Evženova jízda. Damad Ali byl smrtelně zraněn, když se pokoušel v čele své osobní gardy o protiútok (patrně se jednalo o upřednostněnou formu sebevraždy, situace již byla beznadějná), zemřel krátce po bitvě. Poslední ohniska tureckého odporu byla zlikvidována zhruba v poledne. Jelikož Damad Ali nechal těsně před svým sebevražedným útokem popravit všechny dosavadní zajatce, čekal podobný osud i zajaté Turky.

## Následky
Rozprášení turecké armády uvolnilo Evženovi ruce pro další akce. Necítil se již na plánované tažení na Bělehrad, neboť by podle něj nebylo na dobytí města dost času, a vytáhl raději k Temešváru, který snadno dobyl. Turci tak ztratili Temešský Banát a rozhodující střetnutí války se odložilo na následující rok.